# 山口将吉郎
山口 将吉郎（やまぐち しょうきちろう、1896年（明治29年）3月30日 - 1972年（昭和47年）9月12日）は、山形県鶴岡市出身の日本画家。挿絵画家。

## 人物
高校時代は、美術講師の小貫博堂に指導を受け、大学時代は、結城素明に師事した。
大学卒業後は、絵画展覧会に作品を出品したり、同人誌などで挿絵を発表する。

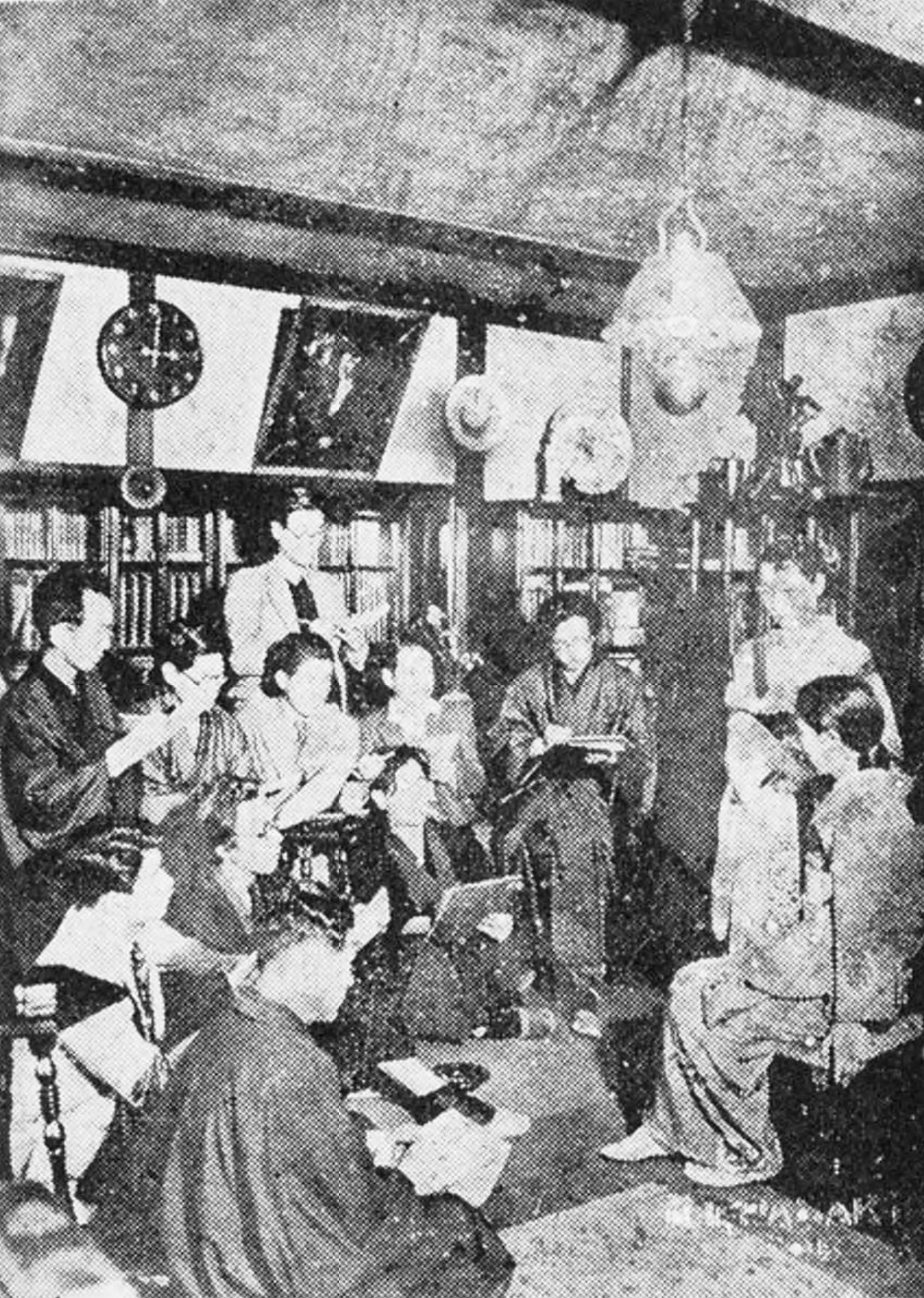
岩田専太郎邸アトリエでデッサンをする挿絵画家たち。前列手前から：富永謙太郎、小林秀恒、山口将吉郎、岩田専太郎。二段目手前から：明石精一、高木清、林唯一、須藤重、玉井徳太郎、最奥は伊勢良夫。

その後は、主に小説本などの挿絵を描き、その中でも『神州天馬侠』 吉川英治（著）の挿絵は有名。
従甥に奇人の南画家として知られる服部二柳がいる。

## 略歴
- 1896年（明治29年） - 山形県鶴岡市に生れる。
- 1915年（大正4年） - 山形県立荘内中学校（現・山形県立鶴岡南高等学校）卒業。
- 1920年（大正9年） - 東京美術学校（現・東京芸術大学）日本画科卒業。
- 1923年（大正12年） - 第12回教育絵画展覧会に作品を出品する。
- 1944年（昭和19年） - 野間挿絵奨励賞受賞
- 1972年（昭和47年） - 肺炎にて死去する。享年76。

## 著作物

### 挿絵
- 1926年（大正15年）
  - 『絵本太閤記』 松山思水（著） 実業之日本社
  - 『龍神丸』 高垣眸（著） 大日本雄弁会
- 1940年（昭和15年） - 『源平盛衰記』 太田黒克彦（著） 講談社
- 1942年（昭和17年） - 『太平記』 島津久基（著） 至文堂
- 1943年（昭和18年） - 『阿蘇の小菊』 長谷川幸延（著） 六芸社
- 1944年（昭和19年） - 『ジンギスカン』 松永健哉（著） 大日本雄辯會講談社
- 1948年（昭和23年） - 『馬子唄六万石』 野村胡堂（著） 日本正学館
- 1949年（昭和24年） - 『新州天馬侠1巻～3巻』 吉川英治（著） 東光出版社
- 1951年（昭和26年） - 『保元・平治物語』 伊藤佐喜雄（著） 同和春秋社
- 1952年（昭和27年）
  - 『観音笛』 中沢径夫（著） 講談社
  - 『義経物語』 佐藤一英（著） 講談社
- 1953年（昭和28年） - 『黒岳の魔人』 角田喜久雄（著） 桃園書房
- 1954年（昭和29年） - 『神変黄金城』 中沢径夫（著） 偕成社

### 画集
- 1975年（昭和50年） - 『山口将吉郎画集』 講談社
- 1984年（昭和59年） - 『山口将吉郎名画集 : 躍動する騎馬武者の世界』 講談社 ISBN 4-06-201654-0

### 共著画集
- 1981年（昭和56年） - 『日本の童画 第4巻 山口将吉郎・伊藤彦造・樺島勝一』 第一法規出版
- 1986年（昭和61年） - 『別冊太陽 熱血少年画譜 山口将吉郎・伊藤彦造・樺島勝一』 平凡社

## 親族
- 曾祖父 山口将順 - 庄内藩主酒井忠発近習、松ヶ岡開墾場幹部
- 祖父 山口壮弥
- 父親 山口宝太郎
- 叔父 山口白雲 - 郷土史家
- 従甥 服部二柳 - 南画家

## 参考資料
- 『庄内人名辞典』 大瀬欽哉（代表編者） 致道博物館内「庄内人名辞典刊行会」（発行）
- 『庄内文化芸術名鑑』 長南寿一（著） 1982年